# Donación de Constantino
La donación de Constantino (en latín: Donatio Constantini) fue un decreto imperial apócrifo atribuido a Constantino I, según el cual, al tiempo que se reconocía como soberano al papa Silvestre I, se le donaba la ciudad de Roma, las provincias de Italia y todo el resto del Imperio romano de Occidente, creándose así el llamado Patrimonio de San Pedro o los Estados Pontificios.
La autenticidad del documento se ponía ya en duda durante la Edad Media, pero el humanista Lorenzo Valla pudo demostrar fehacientemente en 1440 que se trataba de una falsificación, ya que mediante el análisis lingüístico del texto no podía estar fechado alrededor del año 300.

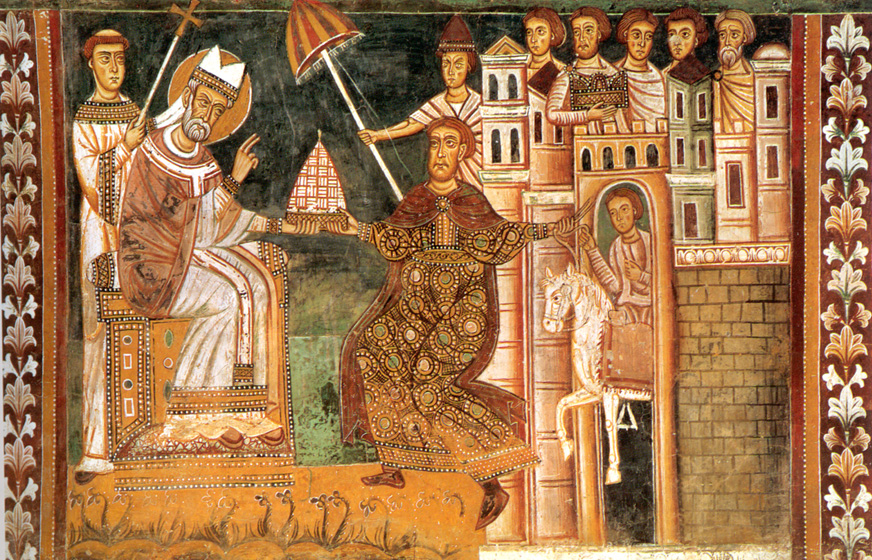
Un fresco del. El papa Silvestre I y Constantino I

## Introducción
El largo proceso de acercamiento entre el pontificado y el reino franco, que comienza en el pontificado del papa Gregorio Magno (590-604), alcanza uno de sus puntos culminantes en la unción real con la que el papa Esteban II constituyó al mayordomo palatino Pipino el Breve como rey de los francos y patricius romanorum, dando por extinguida la dinastía merovingia (752). De este modo el Papa se arrogaba la facultad de traspasar la dignidad real de una dinastía a otra y a la vez, como contrapartida, concedía al rey de los francos la capacidad de intervenir en los asuntos italianos. De hecho Pipino cruzó los Alpes en dos ocasiones para reconquistar vastas regiones de la península italiana de manos de los lombardos y las donó a san Pedro, el Príncipe de los Apóstoles; de este modo se constituyeron en pleno siglo VIII los Estados de la Iglesia, y el Papa quedó convertido en un monarca temporal.
Cuando se hizo necesario justificar semejante innovación jurídica (de facto los pontífices ejercían ya una no bien determinada jurisdicción gubernativa desde las invasiones bárbaras), se recurrió al viejo método medieval de inventar un documento que retrotrajese en el tiempo la situación que se daba en el presente. Este fue el nacimiento del documento que ha pasado a la historia como la Donatio Constantini (ss. VIII-IX).

## Efectos de la «Donación»
La «donación de Constantino» indicaba que el papa Silvestre I había recibido del emperador romano Constantino I el derecho de gobernar la ciudad de Roma y sus alrededores de la misma manera que un monarca temporal, ostentando además derechos del Papado para intervenir en los asuntos políticos de Italia y del Imperio romano de Occidente, así como de una sucesión de territorios adicionales (Grecia, Judea, Tracia, Asia Menor, África), formando así una autoridad religiosa dotada de poderes gubernamentales.
La «donación de Constantino» fue mencionada por vez primera en una comunicación del papa Adriano I a Carlomagno, a inicios del siglo IX, pero no fue utilizada en un documento oficial hasta mediados del siglo XI, cuando textos de la «Donación» son citados por el papa León IX como argumentos para requerir a Miguel I Cerulario, patriarca ortodoxo de Constantinopla, que debía reconocerse la sujeción del Imperio bizantino a la sede papal de Roma en tanto que solamente a ésta correspondía la jefatura universal del cristianismo.
En ese requerimiento de León IX se informaba a Miguel Cerulario que los derechos del Papado no surgían de simples rumores o costumbres, sino de la «donación de Constantino», documento emitido por Constantino el Grande. En las querellas entre el Papado y el Sacro Imperio Romano Germánico, la «Donación» sirvió posteriormente como argumento para justificar el derecho del Papa a gobernar territorios en Italia y conducirse como un monarca efectivo de esos territorios, que fueron conocidos como Estados Pontificios.

## Descubrimiento del fraude
Ya el emperador Otón III había dudado hacia el año 1000 de la autenticidad de la «donación de Constantino», pero en general los intelectuales de la Edad Media europea no cuestionaban su veracidad. El interés por el estudio del latín y del griego a inicios del siglo XV causó que varios escritos y documentos de la antigüedad grecorromana fueran analizados nuevamente gracias a los conocimientos adquiridos por los estudiosos humanistas de la época.
Fue precisamente en 1440 cuando el humanista italiano Lorenzo Valla demostró que la «Donación» era un engaño, pues el análisis lingüístico del texto incorporaba giros idiomáticos y palabras que no existían en el latín de los años finales del Imperio romano. Incluso el texto mostraba la palabra «feudo» que era un concepto desconocido en Europa a inicios del siglo IV, por lo cual la fecha de redacción de la «Donación» debía ser forzosamente posterior. Pocos años antes, el cardenal y humanista Nicolás de Cusa también había planteado que el documento constituía una falsificación.
Al mismo tiempo, el análisis de Valla fue reforzado por el teólogo y escolástico inglés Reginald Pecocke, quien reafirmó -tras un análisis idiomático- que la «Donación» debía ser sin duda un fraude, al ser imposible que tal documento hubiera sido escrito en el año 300. Oficialmente, la Santa Sede jamás ha declarado la falsedad de la «Donación» pero paulatinamente dejó de ser invocada como sustento legal para la existencia de los Estados Pontificios desde mediados del siglo XV. Es más, ni siquiera fue citado en la Bula Inter Caetera de 1493 cuando el Papado se atribuyó facultades para dividir el Nuevo Mundo entre España y Portugal. Tras el silencio mostrado por once papas desde la constatación del fraude, Lutero haría público al fin el descubrimiento en 1517.

## Posible origen
Se ha sugerido, desde entonces, que la «donación de Constantino» fue un texto redactado por un clérigo de la basílica de San Juan de Letrán posiblemente hacia el año 750, cuando el papa Esteban II debía negociar con Pipino el Breve, rey de los francos, para que dicho monarca asegurase al Papado un territorio propio en Italia donde ejercer autoridad gubernamental. En tal situación, el papa Esteban II convalidó que Pipino usurpase el trono de Francia y derrocase a la legítima dinastía merovingia, a cambio de que Pipino otorgase al Papado los territorios italianos que el Reino de Lombardía había arrebatado al Imperio bizantino.
Para lograr este fin se habría utilizado la apócrifa «donación de Constantino», por la cual el Papado elaboró un documento supuestamente emitido en los últimos años del Imperio romano, para usarlo como argumento legal con el que sostener los derechos papales a gobernar vastas regiones de Italia.
Su difusión se debe a que el texto de la Donatio fue incluido en las Decretales pseudoisidorianas, documento que sirvió de base al derecho canónico medieval. Sin embargo, Graciano no lo incluye en su famoso Código de mediados del siglo XII que reunía todas las normas canónicas de la época.